# Іст-Гвіллімбері
Іст-Ґвіллімбері (англ. East Gwillimbury) — містечко (245,06 км²) у провінції Онтаріо у Канаді, у регіоні Йорк. Розташоване на річці Іст-Голланд.
Містечко налічує 21 069 мешканців (2006) (86/км²).
Містечко — частина промислового району, званого «Золотою підковою» (англ. Golden Horseshoe).

## Особливості
- «Золота підкова» — (англ. Golden Horseshoe)